# Джереджян, Эдуард
Эдуард Джереджян (англ. Edward Djerejian, арм. Էդուարդ Ջերջյան, 6 марта 1939, Нью-Йорк) — американский дипломат армянского происхождения.
- 1955—1960 — Джорджтаунский университет.
- 1960—1962 — служил в американской армии в Корее.
- 1966—1969 — был политическим чиновником в Бейруте.
- 1969—1972 — был политическим чиновником в Касабланке.
- 1975—1977 — генеральный консул США в Бордо.
- 1979—1981 — руководитель политической секции Американского посольства в Москве.
- 1981—1984 — заместитель руководителя Американской миссии в Иордании.
- С 1985 — главный помощник президента США и заместитель пресс-секретаря министерства иностранных дел США.
- 1986—1988 — заместитель помощника секретаря ближневосточных и южных азиатских дел.
- 1989—1991 — чрезвычайный и полномочный посол США в Сирии.
- 1991—1993 — заместитель госсекретаря по ближневосточным делам.
- 1993—1994 — чрезвычайный и полномочный посол США в Израиле.
- С августа 1994 — директор научно-исследовательского института имени Джеймса Бейкера в университете Райса (штат Техас).

## Награды
- Орден Почёта (20 мая 2017 года, Армения) —  за вклад в укрепление связей Родина-диаспора, а также за содействие развитию армяно-американских отношений[1].